# هانتر آرمسترانگ
هانتر آرمسترانگ (انگلیسی: Hunter Armstrong؛ زادهٔ ۲۴ ژانویهٔ ۲۰۰۱) شناگر اهل ایالات متحده آمریکا است.
وی در مسابقات کشوری و بین‌المللی در مجموع برندهٔ ۲ مدال طلا، ۱ مدال نقره، ۱ مدال برنز شده‌است.